# Wielka Warszawska

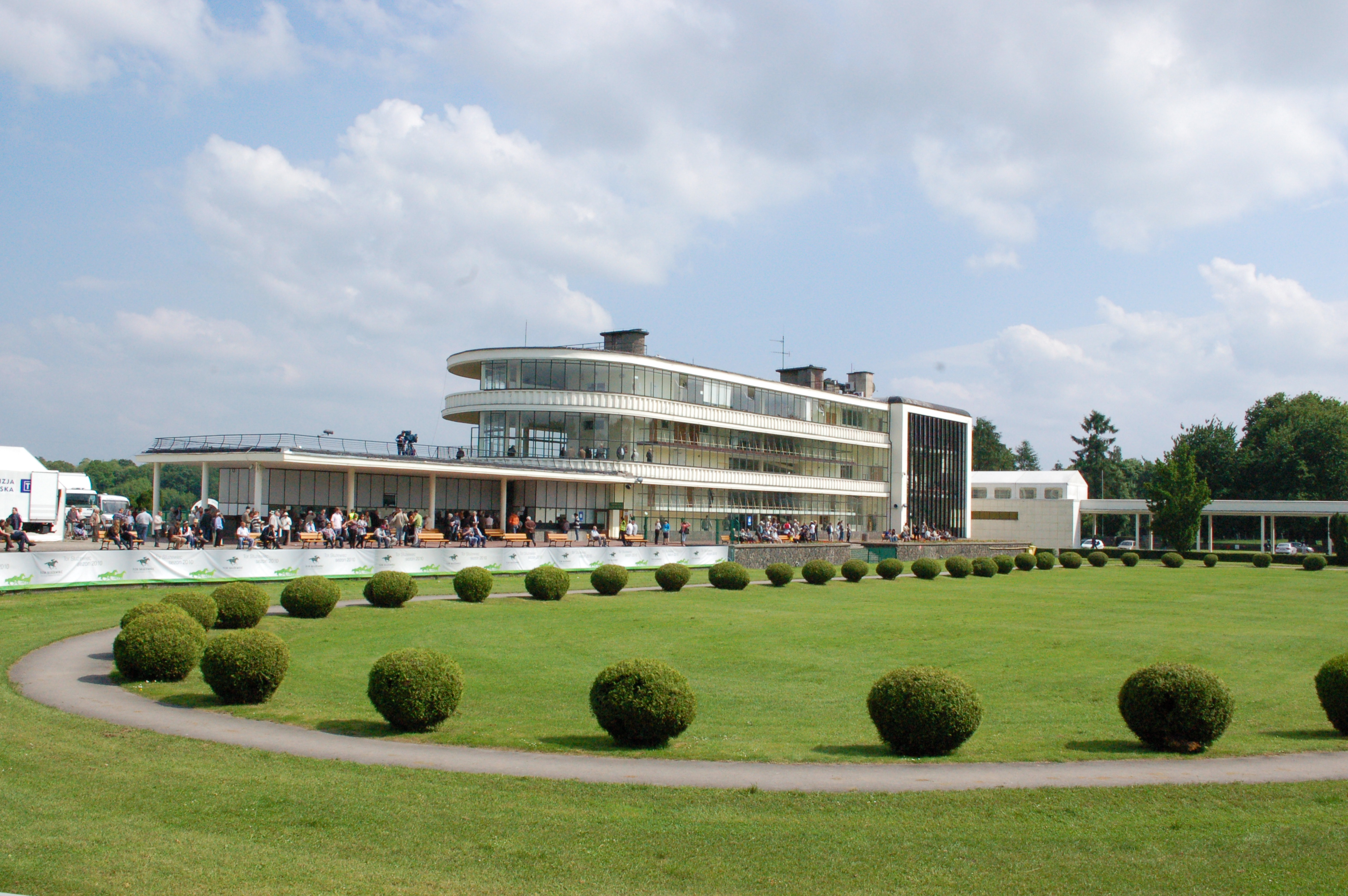
Tor wyścigów konnych Służewiec

Wielka Warszawska – najwyżej dotowana i jedna z najważniejszych porównawczych gonitw sezonu, której zwycięzca otrzymuje Nagrodę Prezydenta miasta stołecznego Warszawy, przeznaczona dla koni trzyletnich i starszych. Rozgrywana jesienią (na przełomie września i października) na torze wyścigów konnych na Służewcu. Zwycięstwo w gonitwie często przesądza o otrzymaniu tytułu Konia Roku.
Gonitwa ustanowiona została w 1895 przez Augusta Potockiego. Wzorowana na Grand Prix de Paris. Następnie przekształcona w międzynarodową gonitwę porównawczą (podobną do Prix de l’Arc de Triomphe).
W latach 1905–1912 wstrzymano organizację Wielkiej Warszawskiej. Przyczyną było zmniejszenie dotacji przez Rosjan. W 1913 wyścig powrócił, lecz w latach 1914–1916 ponownie został wstrzymany z powodu wybuchu I wojny światowej. W 1917 gonitwa została przeniesiona do Odessy. Tam organizatorem polskich wyścigów konnych na obczyźnie był Fryderyk Jurjewicz, którego imieniem nazwano Wielką Warszawską w latach 30. II Rzeczypospolitej.
Po zakończeniu II wojny światowej pierwsza Wielka Warszawska miała miejsce w Lublinie jako Wielka Nagroda Lubelska. Odbywała się ona na dystansie 2800 m. W latach 1946–1948 gonitwę przeniesiono na Służewiec i przeprowadzano na dystansie 2400 m.
Od sezonu 2023 gonitwa rozgrywana jest w randze Listed, nadanej jej przez European Pattern Committee.
Aktualny (09.2023) rekord gonitwy został ustanowiony w 2011 roku przez konia Intens i wynosi 2 min 40,3 s.

## Dystans
- 1913 – 2700 m
- 20-lecie międzywojenne – 2800 m
- od 1933 – 2400 m
- od 1949 – 2600 m

## Zwycięzcy
- 1877 – Aschabad (syn Rulera) – wygrał on również jako pierwszy polski koń Wszechrosyjskie Derby w Moskwie. Oba wymienione konie były własnością hrabiego Ludwika Krasińskiego (Stadnina Koni Krasne). Aschabad jest patronem części gonitwy nazywanej kuchennymi schodami do Derby
- 1895 – Aschabad
- 1901 – Madame Ferrari
- 1902 – Madame Ferrari
- 1926 – Forward
- 1933 – Jawor II
- 1934 – Jawor II
- 1946 – Izan
- 1947 – Turysta, 3l (Bellini – Scoula Bolognese po Blandford), hodowca Dormello-Olgiata, trener A. Pacurko, dżokej K. Jagodziński, 2400 m – 2'32,5"
- 1948 – Turysta, 4l (Bellini – Scoula Bolognese po Blandford), hodowca Dormello-Olgiata, trener A. Pacurko, dżokej W. Stasiak, 2400 m – 2'36,0"
- 1949 – Ruch, 4l (Avanti – Rosa Nera po Nektar), hodowca R. Jeżewska, trener J. Dorosz, dżokej M. Jednaszewski, 2600 m – 2'48,0"
- 1950 – Turf, 3l (Historic – Turkish Lady po Turkhan), hodowca Anglia, trener S. Kowalski, dżokej W. Stasiak, 2'50,0"
- 1951 – Skarbnik, 3l (Skarb – Solina po Aventin), hodowca J. Cichowski, trener M. Molenda, dżokej J. Szczepaniak, 2'45,0"
- 1952 – Wizjer, 3l (Sonnenorden – Via Doria po Viaduct), hodowca SK Kozienice, trener S. Pasternak, dżokej M. Krysiak, 3'03,0"
- 1953 – Dewiza, 3l (Łeb w łeb – Goldquelle po Dharampur), hodowca SK Widzów, trener J. Paszkiewicz, dżokej M. Lipowicz, 2'46,0"
- 1954 – De Corte, 3l (San II – Dossa Dossi po Spike Island), hodowca SK Golejewko, trener K. Chatizow, dżokej W. Biesiadziński, 2'46,0"
- 1955 – Sombrero, 3l (Łeb w łeb – Somosierra II po Sunderland), hodowca SK Widzów, trener J. Paszkiewicz, dżokej M. Lipowicz, 2'45,0"
- 1956 – Narraganset, 3l (Ruch – Najera po Felstead), hodowca SK Golejewko, trener L. Chatizow, dżokej W. Biesiadziński, 2'55,0"
- 1957 – Peary, 3l (Sickingen – Polar Ice po Villars), hodowca SK Iwno, trener M. Molenda, dżokej J. Jednaszewski, 2'50,0"
- 1958 – Issos, 3l (Turf – Isia po Dżems), hodowca SK Iwno, trener A. Tuchołka, dżokej M. Lipowicz, 2'52,0"
- 1959 – Surmacz, 5l (Salut – Surprise po Eclair), hodowca SK Kozienice, trener S. Pasternak, dżokej J. Jednaszewski, 2'47,0"
- 1960 – Donna Aqui, 3l (Aquino – Donna Nera po Pilade), hodowca SK Kozienice, trener A. Falewicz, dżokej J. Jednaszewski, 2'55,0"
- 1961 – Mister Tory, 5l (Aquino – Miss Victory po Berbertrener), hodowca SK Widzów, trener J. Paszkiewicz, dżokej L. Bujdens, 2'52,0"
- 1962 – Jurysdykcja, 3l (Aquino – Justitia po Orthodox), hodowca SK Moszna, trener H. Szymański, dżokej J. Jednaszewski, 2'50,0"
- 1963 – San Remo, 3l (Aquino – Sobiesława po Jeremi), hodowca SK Widzów, trener K. Jagodziński, dżokej B. Ziemiański, 2'58,0"
- 1964 – Demona, 3l (Masis – Dziwożona II po San II), hodowca SK Moszna, trener S. Michalczyk, dżokej M. Mełnicki, 2'54,0"
- 1965 – Demona, 4l (Masis – Dziwożona II po San II), hodowca SK Moszna, trener S. Michalczyk, dżokej M. Mełnicki, 2'45,0"
- 1966 – Cross, 3l (Dorpat – Carbonata po Aquino), hodowca SK Golejewko, trener L. Chatizow, dżokej J. Paliński, 2'49,0"
- 1967 – Dolores, 3l (Negresco – Dobrawa po Aquino), hodowca SK Golejewko, trener S. Molenda, dżokej J. Jednaszewski, 2'47,0"
- 1968 – Erotyk, 3l (Turysta – Eroika po Aquino), hodowca SK Golejewko, trener S. Molenda, dżokej V. Hutulaec, 2'49,0"
- 1969 – Erotyk, 3l (Turysta – Eroika po Aquino), hodowca SK Golejewko, trener S. Molenda, dżokej V. Hutulaec, 2'46,0"
- 1970 – Driada, 3l (Negresco – Dobrawa po Aquino), hodowca SK Golejewko, trener S. Molenda, dżokej J. Jednaszewski, 2'47,0"
- 1971 – Daglezja, 3l (Negresco – Dracena po Hirohito), hodowca SK Golejewko, trener A. Walicki, dźokej V. Hutuleac, 2'50,0"
- 1972 – Dipol, 3l (Antiquarian – Dostojna po Dorpat), hodowca SK Widzów, trener J. Paliński, dżokej S. Dzięcina, 2'53,0"
- 1973 – Dargin, 3l (Mehari – Dorada po De Corte), hodowca SK Golejewko, trener S. Molenda, dżokej J. Jednaszewski, 2'44,0"
- 1974 – Kasjan, 3l (Saragan – Kasjopea po Aquino), hodowca SK Golejewko, trener A. Walicki, dżokej S. Dzięcina, 2'51,0"
- 1975 – Dej, 3l (Saragan – Dejanira po Taurów), hodowca SK Golejewko, trener S. Molenda, dżokej B. Mazurek, 2'54,0"
- 1976 – Iranda, 3l (Deer Leap – Intrada po Dorpat), hodowca SK Moszna, trener S. Dzięcina, dżokej W. Ryniak, 2'56,0"
- 1977 – Dersław, 3l (Mehari – Debora po Negresco), hodowca SK Golejewko, trener S. Molenda, dżokej J. Jednaszewski, 2'51,0"
- 1978 – Pawiment, 4l (Mehari – Pytia po De Corte), hodowca SK Iwno, trener J. Jednaszewski, dżokej A. Tylicki, 2'54,0"
- 1979 – Diakowa, 3l (Isztopirin – Daria po Deer Leap), hodowca SK Rzeczna, trener M. Żuber, dżokej W. Ryniak, 2'56,0"
- 1980 – Dixieland, 3l (Conor Pass – Dostojna po Dorpat), hodowca SK Widzów, trener J. Paliński, dżokej R. Maciejak, 2'48,0"
- 1981 – Jarabub, 4l (Mehari – Jasiołka po Caruso), hodowca SK Moszna, trener S. Dzięcina, dżokej M. Mełnicki, 2'53,0"
- 1982 – Sonora, 3l (Dakota – Serbia po Antiquarian), hodowca SK Widzów, trener J. Paliński, dżokej A. Rejek, 2'46,0"
- 1983 – Cisów, 3l (Babant – Cinia po Taurów), hodowca SK Strzegom, trener D. Kałuba, dżokej J. Kozłowski, 2'53,0"
- 1984 – Cardiff, 4l (Kasjan – Carmen po Torpid), hodowca SK Strzegom, trener Ł. Abgarowicz, dżokej J. Gęborys, 2'52,0"
- 1985 – Dżet, 3l (Juggernaut – Druchna po Dorpat), hodowca SK Strzegom, trener R. Bodnar, dżokej J. Ochocki, 2'52,0"
- 1986 – Księżyc, 3l (Saragan – Konstelacja po Mehari), hodowca SK Golejewko, trener A. Walicki, dżokej M. Mełnicki, 2'46,0"
- 1987 – Omen, 3l (Dakota – Ombra po Antiquarian), hodowca POHZ Chojnów, trener S. Sałagaj, dżokej J. Ochocki, 2'44,0"
- 1988 – Dietmar, 4l (Dakota – Dorylea po Negresco), hodowca POHZ Chojnów, trener S. Sałagaj, dżokej J. Ochocki, 2'49,0"
- 1989 – Kesar, 4l (Babant – Kumaryna po Kadyks), hodowca SK Golejewko, trener A. Walicki, dżokej J. Kozłowski, 2'51,0"
- 1990 – Novara, 3l (Dniepr – Nadrenia po Carolus), hodowca SK Golejewko, trener M. Stawski, dżokej T. Dul, 2'48,5"
- 1991 – Kliwia, 3l (Pyjama Hunt – Knieja po Dakota), hodowca SK Krasne, trener A. Walicki, dżokej J. Kozłowski, 2'45,0"
- 1992 – Kliwia, 4l (Pyjama Hunt – Knieja po Dakota), hodowca SK Krasne, trener A. Walicki, dżokej J. Kozłowski, 2'47,0"
- 1993 – Upsala, 3l (Who Knows – Uferschwalbe po Zigeunersohn), hodowca POHZ Chojnów, trener S. Sałagaj, dżokej R. G.-Panczew, 2'43,0"
- 1994 – Montauciel, (USA) 5l (Conquistad or Cielo – Likely Split po Little Current), hodowca USA, trener F. Farkas (Węgry), dżokej P. Kallai, 2'45,5"
- 1995 – Wolarz, 3l (Vilnius – Wega po Cross), hodowca SK Rzeczna, trener W. Sikorski, dżokej K. Szymczuk, 2'49,0"
- 1996 – Bella Donna, 4l (Neman – Badalona po Amyndas), hodowca G. Kaczmarek, trener i dżokej Bolesław Mazurek, 2'47,2"
- 1997 – Zagara, 3l (Dixieland – Zana po Seal), hodowca G. Kaczmarek i A. Żbikowski, trener M. Janikowski, dżokej J. Gęborys, 2'51,0"
- 1998 – Arctic (FRA), 3l (Arctic Tern – Fiasco Argento po Silver Hawk), hodowca P. Chedeville, trener D. Kałuba, dżokej T. Dul, 2'56,4"
- 1999 – VIishnu (GER), 4l (Shareef Dancer – Vinca po King of Macedon), hodowca Gestut Rietberg, trener Chr. Fhr von der Recke (Niemcy) dżokej P.A. Johnson, 2'44,7"
- 2000 – Dżamajka, 3l (Juror – Dżamira po Rutilio Rufo), hodowca SK Widzów, trener B. Strójwąs, dżokej T. Dul, 2'44,7"
- 2001 – Kombinacja, 3l (Jape – Komańcza po Dakota), hodowca SK Jaroszówka, trener B. Mazurek, dżokej J. Zahariew, 2'48,0"
- 2002 – Caitano (GB), 8l (Niniski – Eversince po Foolish Pleasure), hodowca The Overbury Stud, trener A. Schutz (Niemcy) dżokej W. Mongil, 2'45,0"
- 2003 – Tulipa, 4l (Jape – Truly Best po Omen), hodowca SK Jaroszówka, trener D. Kałuba, dżokej S. Wasiutow, 2'48,7"
- 2004 – San Luis, 5l (Dixieland – Santa Monika po Who Knows), hodowca SK Widzów, trener A. Walicki, dżokej P. Piątkowski, 2'44,2"
- 2005 – San Luis, 6l (Dixieland – Santa Monika po Who Knows), hodowca SK Widzów, trener A. Walicki, dżokej P. Piątkowski, 2'41,5"
- 2006 – Night Express, 4l (Jape – Nestera po Five Star Camp), hodowca A. Milewski, trener J. Siwonia, dżokej J. Ochocki, 2'52,0"
- 2007 – Equip Hill (SWE), 5l (Homme d’Honneur – Energiya Sacc po Exceller), hodowca K. Jacobson, trener B. Bo (Szwecja), dżokej P.-A. Graberg, 2'41,7"
- 2008 – Merlini, 5l (Jape – Maria Anna po Alywar), hodowca S. Guła, trener M. Janikowski, dżokej P.-A. Graberg, 2'46,8"
- 2009 – Hipoliner, 6l (Belenus – Hipozetta po Who Knows), hodowca PKI SA, trener J. Siwonia, dżokej A. Turgajew, 2'42,0"
- 2010 – Dancing Moon, 4l (Professional – Dyktatorka po Kastet), hodowca M. Pokrywka, trener W. Olkowski, dżokej W. Popow, 2'42,6"
- 2011 – Intens, 3l (Belenus – Inicjatywa po Juror), hodowca R. Piwko, trener K. Ziemiański, dżokej T. Lukasek, rekordowy rezultat na 2600 m – 2'40,3 (poprzedni rekord należał do San Luisa w 2005 r. – 2'41,5)[5]
- 2012 – Camerun, 4l (Singspiel – Cantaloupe po Priolo), hodowca W.P. Iceton, trener M. Nowakowski, dżokej P. Piątkowski, 2'45,4"
- 2013 – Patronus, 3l (Ecosse – Princess of Java po Java Gold), hodowca A. Zieliński, trener A. Walicki, dżokej S. Mazur, 2'47,8"
- 2014 – Greek Sphere, 3l (High Chaparral – Night Sphere po Night Shift), hodowca J. Hanly, trener A. Walicki, dżokej A. Fresu, 2'43,1"
- 2015 – Va Bank, 3l (Archipenko – Vinales po Dilshaan), hodowca J.P. Zienkiewicz i B. Abdrakhmanov, trener M. Janikowski, dżokej P.-A. Graberg, 2'51,2"
- 2016 – Caccini, 3l (American Post – Courances po Simon du Desert), hodowca A. Zieliński, R. Zieliński, A. Wyrzyk, trener A. Wyrzyk, dżokej T. Lukašek, 2'51,5"
- 2017 – Bush Brave, 3l (Bushranger – Moriches po Alhaarth), hodowca E. Banahan, trener W. Olkowski, dżokej T. Lukašek, 2'54,0"
- 2018 – Rain and Sun, 3l (Zambezi Sun – Rainallday po Cadoudal), hodowca O. Tricot, trener J. Kozłowski, dżokej A. Turgajew, 2'44,5"
- 2019 – Pride of Nelson (FRA), 3l (Mount Nelson – Alfreda po Unfuwain), hodowca Stilvi Compania Financiera SA, trener P. Piątkowski, dżokej M. Abik, 2’44,97”
- 2020 – Nagano Gold (CZE), 6l (Sixties Icon – Never Enough po Monsun), hodowca Syndikat V3J, trener V. Luka, dżokej V. Cheminaud, 2’43,7”
- 2021 – Night Tornado (GB), 4l (Night of Thunder – Tornadea po Sea the Stars), hodowca SAS Haras de la Huderie, trener K. Ziemiański, dżokej S. Mura, 2’44,3”
- 2022 - Night Tornado (GB), 5l (Night of Thunder – Tornadea po Sea the Stars), hodowca SAS Haras de la Huderie, trener K. Ziemiański, dżokej S. Mura, 2'43,6"[6]
- 2023 - Le Destrier (IRE), 4l (Le Havre - Quanzhou po Dubawi), hodowca Haras de la Perelle, trener M. Stanisławska. dżokej S. Mazur, 2'42,1''[7]
- 2024 - Kaneshya (FR), 5l (Hunter's Light - Thawraat po Cape Cross), hodowca A. i R. Khaddam, trener Henri Alex Pantall, dżokej P. Bazire, 2'46,7"

Jedyną kobietą, która wygrała zawody była w 1995 Katarzyna Szymczuk (zm. 2011) na ogierze Wolarz.

## Dwukrotni zwycięzcy
Do 2 października 2023 roku, tylko ośmiu koniom udało się zwyciężyć w Wielkiej Warszawskiej dwukrotnie. Są to:
- Madame Ferrari (1901 i 1902),
- Jawor II (1933 i 1934),
- Turysta (1947 i 1948),
- Demona (1964 i 1965),
- Erotyk (1968 i 1969),
- Kliwia (1991 i 1992),
- San Luis (2004 i 2005),
- Night Tornado (2021 i 2022).

Żadnemu koniowi nie udało się zwyciężyć trzykrotnie.

## Rekordy zwycięstw
Wśród trenerów najwięcej razy Wielką Warszawską zwyciężył Andrzej Walicki (10 razy), następne miejsce zajmuje Stanisław Molenda (8 razy).
Wśród dżokejów rekord należy do Jerzego Jednaszewskiego (8 razy), następni są: Mieczysław Mełnicki, Jerzy Ochocki i Janusz Kozłowski, którzy zwyciężyli po 4 razy.

## Odniesienia w kulturze
- W serialu "Jan Serce" Radosława Piwowarskiego, serialowy Julian Jabłkowski powiedział: "W życiu prawdziwego warszawiaka liczą się tylko trzy daty: Powstania, ślubu i Wielkiej Warszawskiej"[8].